# Friedrich August Marschall von Bieberstein
Friedrich August Marschall von Bieberstein (ur. 20 sierpnia 1768 w Stuttgarcie, zm. 16 czerwca lub 28 czerwca 1826 w Merefie na Ukrainie) – odkrywca i przyrodnik niemiecki.
Badał tereny południowe Imperium Rosyjskiego, przede wszystkim Kaukaz i Krym. Jego herbarium, liczące w momencie śmierci przyrodnika od 8000 do 10000 okazów, trafiło do akademii nauk w Petersburgu. Obecnie przechowywane jest w instytucie botanicznym w Komarovie.
Został upamiętniony w nazwie rodzaju roślin Biebersteinia

## Ważniejsze publikacje
- Flora taurico-caucasica, 1808–1819.
- Centuria plantarum rariorum Rossiae meridionalis, 1810, 1832-1843.